# Wolfgang Gunkel
Wolfgang Gunkel (15 de enero de 1948-20 de mayo de 2020) fue un deportista de la RDA que compitió en remo.
Participó en dos Juegos Olímpicos de Verano en los años 1968 y 1972, obteniendo una medalla de oro en Múnich 1972 en la prueba de dos con timonel. Ganó tres medallas en el Campeonato Mundial de Remo entre los años 1974 y 1977, y dos medallas en el Campeonato Europeo de Remo, en los años 1971 y 1973.

## Palmarés internacional
| Juegos Olímpicos   | Juegos Olímpicos         | Juegos Olímpicos | Juegos Olímpicos |
| Año                | Lugar                    | Medalla          | Prueba           |
| ------------------ | ------------------------ | ---------------- | ---------------- |
| 1972               | Múnich (RFA)             | Medalla de oro   | Dos con timonel  |
| Campeonato Mundial |                          |                  |                  |
| Año                | Lugar                    | Medalla          | Prueba           |
| 1974               | Lucerna (Suiza)          | Medalla de plata | Dos con timonel  |
| 1975               | Nottingham (Reino Unido) | Medalla de oro   | Dos con timonel  |
| 1977               | Ámsterdam (Países Bajos) | Medalla de oro   | Ocho con timonel |
| Campeonato Europeo |                          |                  |                  |
| Año                | Lugar                    | Medalla          | Prueba           |
| 1971               | Copenhague (Dinamarca)   | Medalla de oro   | Dos con timonel  |
| 1973               | Moscú (URSS)             | Medalla de plata | Dos con timonel  |